# 東京都立大学 (2020-)
東京都立大学（とうきょうとりつだいがく、英語: Tokyo Metropolitan University）は、東京都八王子市南大沢一丁目1番地に本部を置く日本の公立大学。大学の略称は都立大（とりつだい）、TMU。
2005年に「首都大学東京」として設立され、2020年4月に現名称へ改称した。首都大学東京は「東京都の設置した公立大学法人による新設校」として設置されており、その前身諸校のひとつである、2011年まで存在した旧・東京都立大学から設備や人員の多くを引き継いではいるが、組織としては直接的な連続性はなく、あくまで別の大学である。

## 概観

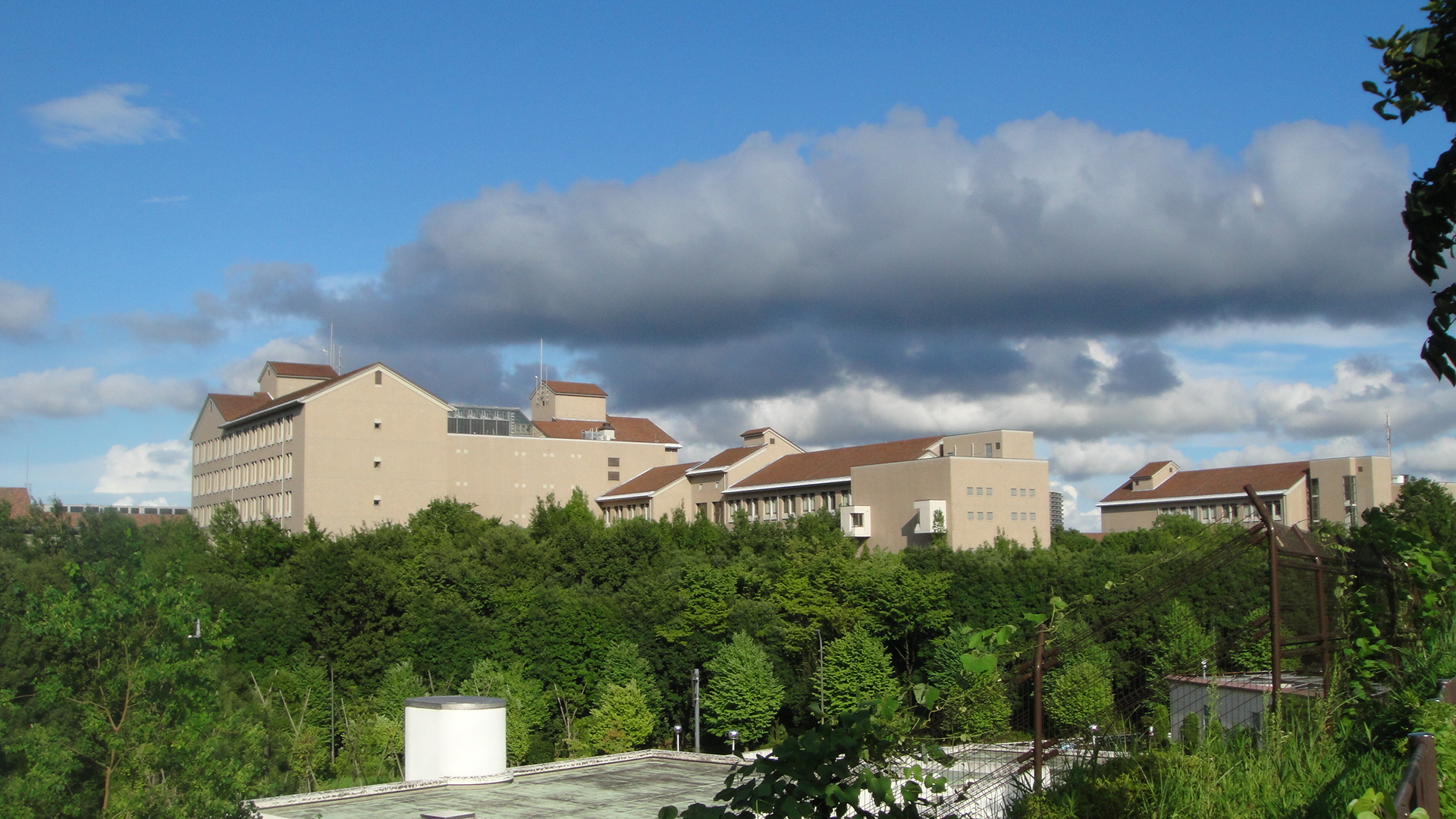
多摩ニュータウンと一体で計画された南大沢キャンパス （3、4、5号館）

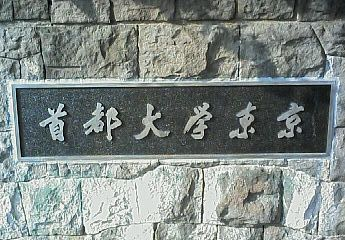
首都大学東京時代の学校名標。（東京都八王子市）

### 大学全体
都立四大学改革の議論の結果、東京都の設置する4つの大学および短期大学（東京都立大学 (1949-2011)、東京都立科学技術大学、東京都立保健科学大学、東京都立短期大学）を母体に「首都大学東京」が新設された。既存の3大学・1短期大学は公立大学法人首都大学東京（現・東京都公立大学法人）の設置する大学として併存された後、在学生がいなくなった時点でそれぞれ閉学し、「首都大学東京」へ吸収された。前身の一つである旧・東京都立大学は旧制府立高等学校の流れを汲む。
2020年4月、大学名称からの認知度の低さへの対応を求める声が多かったことや小池百合子東京都知事の意向により、「首都大学東京」は「東京都立大学」に大学名称を変更した。前身校の一つである（旧）東京都立大学と同じ校名となることもあり、都立大が「復活」という文脈での取り上げ方

も見られたが、本件に関する関係者説明会
において大学側は「復活とか元に戻ることを考えたことはない」としており、
かつての東京都立大学に単に回帰するという見方は否定している。
なお、英語の大学名称は旧東京都立大学の時代から変わらず "Tokyo Metropolitan University" となっており、略称はTMUである。

## 沿革

### 略歴

首都大学東京のロゴ

石原慎太郎東京都知事の掲げた「まったく新しい大学をつくる」という公約のもと、東京都大学管理本部が2003年に発表した「都立の新しい大学の構想について」という新大学構想に基づき設立された。管理本部による強引な新大学への移行方針に抗議して、反対する複数の教員の退職や新大学への就任拒否などの事態も生じた。当初設置予定だった経済学コースは経済学部教員の離籍が多過ぎたため消滅した。母体となった大学は、東京都立大学、東京都立科学技術大学、東京都立保健科学大学、東京都立短期大学である。以前の大学名である「首都大学東京」は日本で唯一「大学」の語が末尾に付かない大学であった。

### 年表
- 2005年 - 4学部7学科21コース・6研究科36専攻からなる総合大学として「首都大学東京」を新設（大学院は母体となった各校のものをそのまま踏襲）。初代理事長に高橋宏、初代学長に西澤潤一が就任。
- 2006年 - システムデザイン学部にインダストリアルアートコースを開設。大学院を改組。
- 2008年 - 都市環境学部に自然・文化ツーリズムコースを開設。都市環境科学研究科に観光科学専修を開設。
- 2009年 - 都市教養学部に経済学コースを開設。大学院の組織を学域に改組、改称。
- 2010年 - システムデザイン研究科にインダストリアルアート学域を開設。
- 2018年 - 都市教養学部に含まれている人文・社会系、法学系、経営学系、理工学系の4つの学系を独立させ、新たに人文社会学部、法学部、経済経営学部、理学部を設置するなどの改組を行う。大学院もこれに対応する構成へと再編し、7学部23学科・7研究科11専攻17学域の体制となった[8][9]。
- 2018年8月24日 - 大学名称を2020年4月より「東京都立大学」に改称することを発表。
- 2019年4月4日 - 「首都大学東京」としての最後の入学式が行われた[10]。
- 2020年4月1日 - 大学名称を「東京都立大学」に変更した。
- 2021年7月16日 - 国内の国公立大学としては初めて、気候非常事態宣言を発出した[11]。
- 2025年 - システムデザイン学部電子情報システム工学科を再編し、電気電子工学科に変更予定。

## 基礎データ
学　長：大橋隆哉
理事長：山本良一

### 所在地
以下のメインキャンパスとサテライトキャンパス、学外施設で教育・研究を行っている。また、全国の大学として唯一、小笠原に研究施設を持つ。
- 南大沢キャンパス（東京都八王子市南大沢1-1）
- 日野キャンパス（東京都日野市旭が丘6-6）
- 荒川キャンパス（東京都荒川区東尾久7-2-10）
- 晴海キャンパス（東京都中央区晴海1-2-2）
- 丸の内サテライトキャンパス（東京都千代田区丸の内1-4-1 丸の内永楽ビルディング18階）
- 秋葉原サテライトキャンパス（東京都千代田区外神田1-18-13 秋葉原ダイビル12階）
- 飯田橋キャンパス（東京都千代田区飯田橋3-5-1 東京区政会館3階）
- 小笠原研究施設（東京都小笠原村父島宮之浜道1-3）
- 富士見高原学外施設（長野県諏訪郡富士見町立沢字広原1番1056）

### 学生数
（）内は女性の内訳（2023年5月1日現在）。

#### 学部
6,812人（2,865人）

#### 大学院
2,234人（699人）

#### 専攻科
10人（10人）

### 教職員数
（）内は女性の内訳（2023年5月1日現在）。

#### 教員
646人（137人）

#### 職員
418人（267人）

### 象徴
首都大学東京時代のコミュニケーションマークとスクールカラーをそのまま、新たなシンボルマークとシンボルカラーとして使用している。
- シンボルカラーはブルー[注釈 4][17]。
- アルファベットの "T" と上向きの矢印を組み合わせたシンボルマークは、自発の心が未来を拓くというコンセプトで制定された[17]。
- 制作は、GKグラフィックス[18][19]。

#### 首都大学東京時代のシンボル
- シンボルカラーは黒、ブルーグレー。[20]
- 黒とブルーグレーで4分割された長方形のシンボルマークは、四つの大学を統合したことを象徴すると共に、あらゆる情報・人間の交差点である首都東京で起きている事象を新しい視点でトリミングし、首都東京そのものを素材に教育・研究していくという大学の姿勢を表している。2005年2月佐藤卓デザイン事務所の佐藤卓により制作された[20]。
- 2017年3月、アルファベットの "T" と上向きの矢印を組み合わせたコミュニケーションマークと、スクールカラーとしてブルー[注釈 4]が制定された。[21]

### 校歌
- 2008年に岡部剛機作詞、さいとう大三補作詞、松下耕作曲による校歌を制定した。
- 2020年4月の校名変更によって、校歌の扱いが検討された。その結果、前項の校歌の歌詞における大学名を「東京都立大学」に変更し、校歌とすることになった[22]。
- 『青春という』（はるという）は応援歌。山下肇作詞、永田丕作曲。1938年に発表。

## 教育および研究

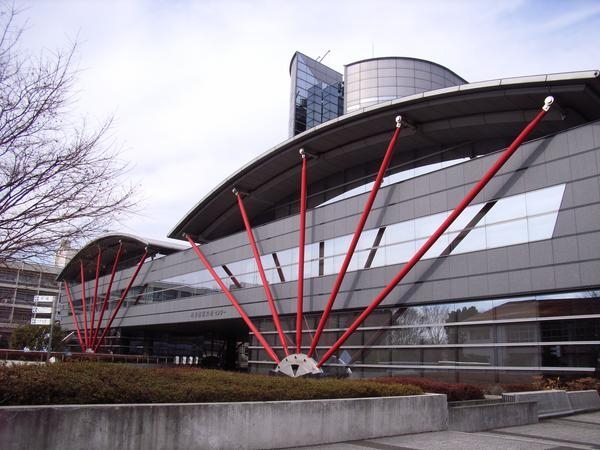
2号館・旧科学技術交流棟（日野）

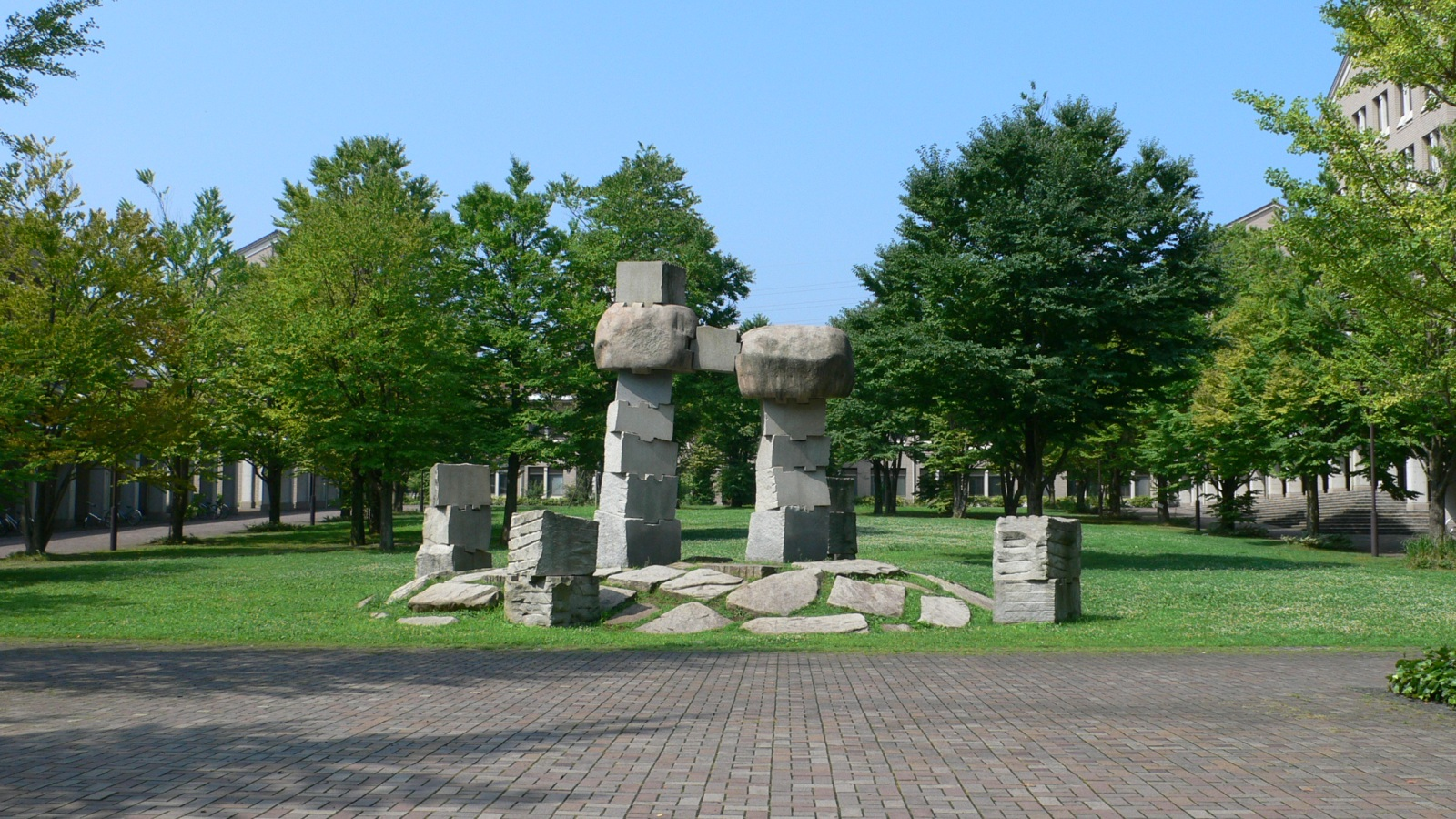
大学広場（南大沢）

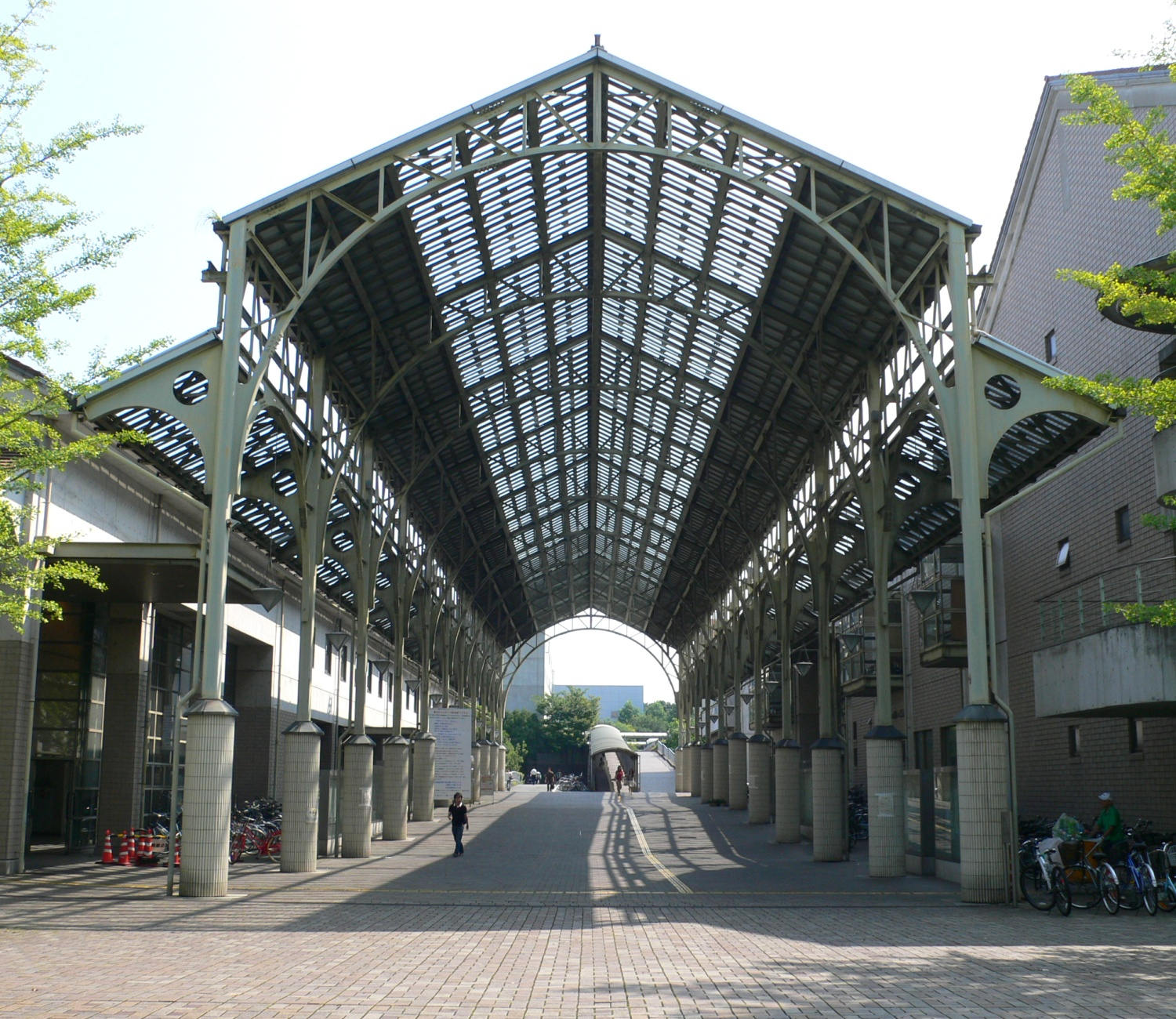
インフォメーションギャラリー（南大沢）

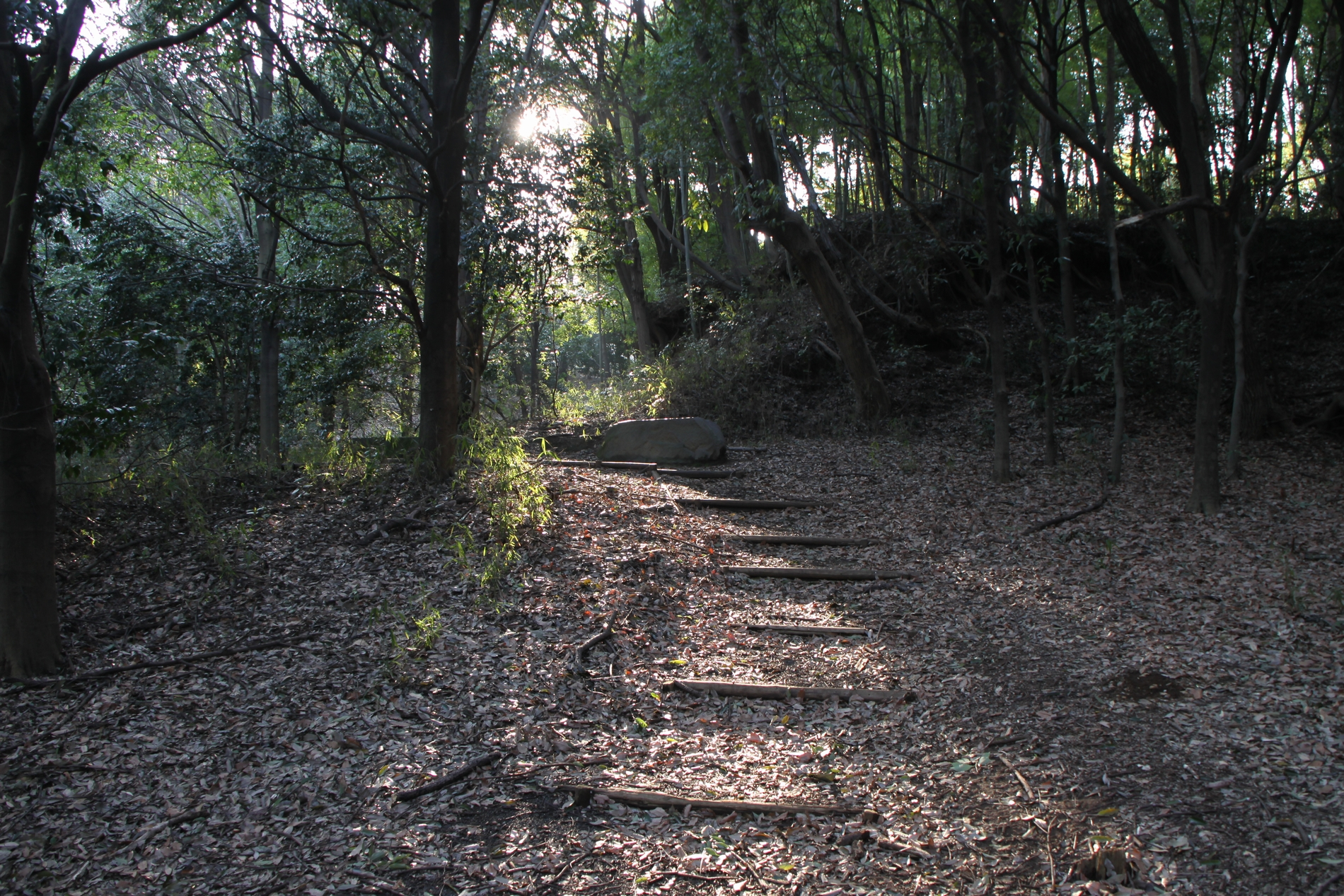
松木日向緑地（南大沢）

### 学部
2018年度に改組が行われた。主な変更内容は下記の通り。
- 都市教養学部の4学系を再編し、学部として設置
- 都市教養学部とシステムデザイン学部に分散している工学分野の再編
- 都市教養学部都市政策コースを発展解消し、都市環境学部都市政策科学科を設置
- 新たな学部構成に対応するよう大学院も再編を行うとともに、分野横断プログラムを導入

2019年度までの学士入学生（３年次編入生）は従前の学部学科に所属する。
- 人文社会学部	
  - 人間社会学科[注釈 5]
  - 人文学科[注釈 6]

- 法学部
  - 法学科[注釈 7]
    - 法律学コース
    - 政治学コース

- 経済経営学部
  - 経済経営学科[注釈 7]
    - 経済学コース
    - 経営学コース

- 理学部
  - 数理科学科
  - 物理学科
  - 化学科
  - 生命科学科

- 都市環境学部
  - 地理環境学科[注釈 8]
  - 都市基盤環境学科
  - 建築学科[注釈 9]
  - 環境応用化学科[注釈 10]
  - 観光科学科
  - 都市政策科学科

- システムデザイン学部
  - 情報科学科
  - 電子情報システム工学科　（2025年度から電気電子工学科に変更予定）
    - 情報システムコース
    - 電気通信システムコース

  - 機械システム工学科
    - 知能機械コース
    - 生体機械コース

  - 航空宇宙システム工学科
  - インダストリアルアート学科

- 健康福祉学部
  - 看護学科
  - 理学療法学科
  - 作業療法学科
  - 放射線学科

#### 副専攻
条件を満たす全ての学生が、主専攻に加えて履修することが可能。卒業時には、副専攻コース修了証明書が授与される。
数理・データサイエンス副専攻コース
2022年度以降に入学した学部・大学院生が履修できる（システムデザイン学部情報科学科・電子情報システム工学科、システムデザイン研究科情報科学域・電子情報システム工学域に所属する学生を除く）。条件を満たさない学生も授業を履修することはできるが副専攻コース修了認定はされない。副専攻履修中の学生が内部進学した場合、それまでに取得した副専攻の単位を引き継いで履修を継続することができる。
観光マネジメント副専攻コース
都市環境学部観光科学科に所属する学生を除く学部生が履修できる。
人間健康科学副専攻コース
すべての学部生が履修できる。
国際副専攻コース
グローバル人材育成入試（AO入試）に合格した学生のみが履修できる。半年間または1年間の海外留学が必修となっている。

#### 専攻科
- 助産学専攻科
  - 修業年限1年

#### 2017年度入学生までの学部学科構成
都市教養学部 都市教養学科
- 人文・社会系[注釈 11]
  - 社会学コース
    - 社会学分野
    - 社会人類学分野
    - 社会福祉学分野

  - 心理学・教育学コース
    - 心理学分野
    - 教育学分野
    - 言語科学分野（2015年入学生以降）
    - 日本語教育学分野

  - 国際文化コース
    - 哲学分野
哲学／西洋古典学
    - 歴史・考古学分野
歴史／考古学
    - 日本・中国文化論分野
日本文化論、中国文化論
    - 欧米文化論分野
英語圏文化論、ドイツ語圏文化論、フランス語圏文化論
    - 表象文化論分野（2015年入学生以降）
表象文化論
    - 表象言語論分野（2014年入学生まで）
表象文化論、言語科学
- 法学系[注釈 12]
  - 法律学コース
  - 政治学コース
- 経営学系[注釈 12]
  - 経営学コース
  - 経済学コース
- 理工学系
  - 数理科学コース
  - 物理学コース
  - 化学コース
  - 生命科学コース
  - 電子工学コース
  - 機械工学コース
- 都市政策コース[注釈 13]

都市環境学部 都市環境学科
- 地理環境コース
  - 研究室[23]
    - 地形・地質環境分野
地形・地質学研究室、環境変遷学研究室（活動休止中[24]）
    - 気候・水文環境分野
気候学研究室、地理情報学研究室
    - 地域環境分野
環境地理学研究室、都市・人文地理学研究室
- 都市基盤環境コース
  - 研究グループ[25]
    - 社会基盤分野
構造グループ、設計グループ、計画・交通グループ
    - 環境システム分野
水・環境工学グループ、海岸グループ、水文グループ、水理グループ
    - 安全防災分野
土木材料グループ、地盤工学グループ、トンネル地下空間グループ、土木防災グループ
- 建築都市コース
研究分野[26]：建築計画・都市計画分野、建築歴史・意匠分野、建築生産分野、建築構造分野、建築環境分野、都市情報・空間システム分野、都市人間・社会システム分野
- 分子応用化学コース
研究分野[注釈 14]：先端機能物質分野、先端物質デザイン分野、エネルギーデバイス分野、環境分子化学分野、分子計測化学分野、環境調和化学分野
- 自然・文化ツーリズムコース（3年次進級時に選択。全ての学部から進級可能）
領域[注釈 15]：自然ツーリズム、観光政策・情報、文化ツーリズム

システムデザイン学部 システムデザイン学科
- 知能機械システムコース[注釈 17]
研究分野：制御・ロボット工学、人間・システム工学、材料・加工・計測工学
- 情報通信システムコース
研究分野：情報システム、通信システム、メディア情報処理
- 航空宇宙システム工学コース
研究分野：航空宇宙流体力学、推進システム工学、航空宇宙材料・構造工学、航空宇宙構造制御工学、宇宙利用工学
- 経営システムデザインコース
研究分野：マネジメント工学、人間工学、社会システム工学
- インダストリアルアートコース
研究分野：プロダクトデザインコア、メディアアートコア

健康福祉学部
- 看護学科
- 理学療法学科
- 作業療法学科
- 放射線学科

### 大学院
前述のように、2018年に学部と併せて改組が行われ、新たな学部構成に対応するよう大学院も再編を行うとともに分野横断プログラムが導入された。
以下、特記していない専攻は博士前期課程・博士後期課程である。
- 人文科学研究科
  - 社会行動学専攻
    - 社会学分野
    - 社会人類学分野
    - 社会福祉学分野

  - 人間科学専攻
    - 心理学分野
    - 臨床心理学分野（博士前期課程のみ）
    - 教育学分野
    - 言語科学分野
    - 日本語教育学分野

  - 文化基礎論専攻
    - 哲学分野（哲学・西洋古典学）
    - 歴史学・考古学分野
    - 表象文化論分野

  - 文化関係論専攻
    - 日本・中国文化論分野（日本文学・中国文学）
    - 欧米文化論分野（英文学、ドイツ文学、フランス文学）

- 法学政治学研究科
  - 法学政治学専攻[注釈 18]
    - 法律学分野
    - 政治学分野

  - 法曹養成専攻（法科大学院）
    - 2年履修課程
    - 3年履修課程

- 経営学研究科
  - 経営学専攻
    - 経営学プログラム (MBA)
    - 経済学プログラム (MEc)
    - ファイナンスプログラム (MF)

- 理学研究科
  - 数理科学専攻
  - 物理学専攻
  - 化学専攻
  - 生命科学専攻

- 都市環境科学研究科
  - 地理環境学域
  - 都市基盤環境学域
  - 建築学域
  - 環境応用化学域
  - 観光科学域
  - 都市政策科学域

- システムデザイン研究科
  - 情報科学域
  - 電子情報システム工学域
  - 機械システム工学域
  - 航空宇宙システム工学域
  - インダストリアルアート学域

- 人間健康科学研究科
  - 看護科学域
  - 理学療法科学域
  - 作業療法科学域
  - 放射線科学域
  - フロンティアヘルスサイエンス学域
  - ヘルスプロモーションサイエンス学域

#### 分野横断プログラム
所属研究科の主専攻科目に加え、他専攻・学域で開設されている所定の科目と分野横断プログラム専門科目を履修し単位取得することで認定される。
各プログラムが指定する専攻・学域に所属する博士前期課程の学生を対象としており、希望者は毎年4月または10月に履修申請する。
他分野の科目履修と、他分野の研究室で短期間（約1か月ないし2か月）の間、実験やゼミなどの活動を行う「研究室インターンシップ」を通じて、
他分野の研究及びその方法を学ぶことができる。
それにより研究に対する視野の広がりと応用力を身につけることが期待されている。
2024年度の開設プログラム：
生体理工学プログラム
2018年度より開設。
対象の専攻・学域：
- システムデザイン研究科 機械システム工学域
- 理学研究科 生命科学専攻
- 人間健康科学研究科 ヘルスプロモーションサイエンス学域

超高齢社会 学際プログラム
2021年度(2021年10月)より開設。
対象の専攻・学域：
- 人文科学研究科 社会行動学専攻 社会福祉学分野
- 都市環境科学研究科 建築学域
- 都市環境科学研究科 都市政策科学域
- 人間健康科学研究科 作業療法科学域

量子物質理工学プログラム
2023年度より開設。
対象の専攻・学域：
- 理学研究科 物理学専攻
- 理学研究科 化学専攻
- システムデザイン研究科 機械システム工学域

過去の開設プログラム（履修中学生の修了までは継続）：
超電導理工学プログラム
2018年度より開設、2022年度4月以降の新規募集停止。
対象の専攻・学域：
- 理学研究科 物理学専攻
- 理学研究科 化学専攻
- システムデザイン研究科 電子情報システム工学域

#### 2017年度入学生までの大学院構成
以下、特記していない専攻は博士前期課程・博士後期課程である。
人文科学研究科
| - 社会行動学専攻 - 社会学分野 - 社会人類学分野 修了者には日本唯一（2014年現在）の博士（社会人類学）が授与される - 社会福祉学分野 - 人間科学専攻 - 心理学分野 - 臨床心理学分野（博士前期課程のみ） - 教育学分野 - 言語科学分野 - 日本語教育学分野 | - 文化基礎論専攻 - 哲学分野 - 歴史・考古学分野 - 表象文化論分野 - 文化関係論専攻 - 日本・中国文化論分野 - 欧米文化論分野 |

社会科学研究科
| - 法学政治学専攻 - 法律学分野 - 政治学分野 - 法曹養成専攻（専門職学位課程、法務博士課程、法科大学院） - 2年履修課程（法学既修者） - 3年履修課程（法学未修者および社会人） | - 経営学専攻 - 研究者養成プログラム - 高度職業人養成プログラム（MBA）ビジネススクール - 高度金融専門人材養成プログラム（MF） |

理工学研究科
| - 数理情報科学専攻 - 研究分野 - 基盤数理科学 解析系、代数系、幾何系 - 広域数理科学 解析系、代数系、幾何系、応用数理系 - 応用数理科学 応用数理系、代数系 - 物理学専攻 - 研究分野 - 素核宇宙理論 素粒子理論、高エネルギー理論、原子核理論、宇宙理論 - 物性基礎理論 非線形物理、量子凝縮系理論、強相関電子論 - 粒子宇宙物理 高エネルギー物理実験、原子物理実験、宇宙物理実験 - 物性物理 電子物性、粒子ビーム物性、ナノ物性、表界面光物性、ソフトマター物性 - 連携客員教員の分野 原子物理、宇宙物理、ナノ物性 - 分子物質化学専攻 - 研究分野 無機化学、環境・地球化学、宇宙化学、有機構造生物化学、有機化学、生物化学、物性物理化学、分子集合系物理化学、反応物理化学、有機合成化学、理論・計算化学、同位体化学 - 連携客員教員の分野 生物科学 | - 生命科学専攻 - 研究分野 - 生命デザイン 神経分子機能、発生生物学、細胞生化学、細胞遺伝学、分子遺伝学、植物発生生理学 - 進化多様性・環境応答 神経生物学、進化遺伝学、植物環境応答、環境微生物学、動物生態学、植物生態学、動物系統分類学、植物系統分類学 - 光合成複合微生物寄附講座 - 連携客員教員の分野 神経分子機能、細胞遺伝学、分子遺伝学、植物発生生理学、環境微生物学 - 電気電子工学専攻 - 研究分野 - 電子回路・システム - 電気エネルギ・電磁応用 - 電子材料・デバイス - 機械工学専攻 - 研究分野 - 機械構造物性工学 弾性塑性力学、材料評価工学、航空宇宙材料工学、複合材料工学、表面・界面工学 - 熱流体工学 エネルギー環境システム、流体工学、流体力学、流体工学・医用工学、伝熱工学 - 機械システム工学 振動工学、人間機械システム、制御工学、設計工学（前期課程のみ） - 兼担教員の分野 バイオメカニクス - 連携客員教員の分野 エネルギーシステム(流体工学) |

都市環境科学研究科 都市環境科学専攻
| - 地理環境科学域 研究分野：地形・地質学、気候学、環境地理学、地理情報学、都市・人文地理学 - 都市基盤環境学域 研究分野：社会基盤、環境システム、安全防災 - 建築学域 - 基盤研究コース 研究分野：建築計画・都市計画、建築歴史・意匠、建築生産、建築構造、建築環境 - プロジェクト研究コース 研究分野：プロジェクト14 | - 都市システム科学域 研究分野：都市情報・空間システム系、都市人間・社会システム系 - 分子応用化学域 研究分野：先端機能物質、先端物質デザイン、エネルギーデバイス、環境分子化学、分子計測化学、環境調和化学 - 観光科学域 研究分野：観光科学 |

システムデザイン研究科 システムデザイン専攻
| - 知能機械システム学域 研究分野：制御・ロボット工学、人間・システム工学、材料・加工・計測工学 - 情報通信システム学域 研究分野：情報システム、通信システム、メディア情報処理 - 航空宇宙システム工学域 研究分野：航空宇宙流体力学、航空宇宙材料・構造工学、航空宇宙構造制御工学、推進システム工学、宇宙利用工学 | - 経営システムデザイン学域 研究分野：マネジメント工学、人間工学、社会システム工学 - インダストリアルアート学域 研究分野：プロダクトデザイン、メディア創生 |

人間健康科学研究科 人間健康科学専攻
| - 看護科学域 - 研究分野 - 育成期看護学 助産学、リプロダクティブヘルス看護学(博士前期課程のみ)、小児看護学 - 成熟期看護学 成人看護学、高齢者看護学 - 広域看護学 在宅看護学、公衆衛生看護学、地域精神看護学 - 看護倫理・管理学分野 「看護倫理学、看護管理学」（博士前期課程）、看護倫理・管理学（博士後期課程） - 理学療法科学域 - 研究分野 - 運動障害分析理学療法学分野 発達障害理学療法学、障害予防理学療法学、内部障害理学療法学、認知運動科学理学療法学、神経系障害理学療法学 - 身体機能回復理学療法学分野 固有受容性神経筋促通学、筋骨格系理学療法学、徒手理学療法学 - 地域理学療法学分野 - 作業療法科学域 - 研究分野 - 心身機能作業療法科学 認知作業療法学、精神神経機能障害学、児童青年発達期作業療法学（前期課程のみ）、老年心理行動分析学、脳機能障害支援学（前期課程のみ） - 作業行動科学 作業行動学、老年地域参加支援学、精神作業療法学（前期課程のみ） - 作業生活環境科学 作業生活支援学、福祉機器関連適用学、生活環境分析学 | - 放射線科学域 - 研究分野：放射線治療物理学、核医学物理学・保健物理学、医用計測システム学、画像診断システム学、医用画像診断学、放射線計測学、医用画像情報学、放射線診断物理学 - フロンティアヘルスサイエンス学域 研究分野：脳機能解析科学、臨床神経科学、生体運動解析科学、機能形態解析科学、地域保健活動評価論 - ヘルスプロモーションサイエンス学域 - 研究分野 - 適応科学 専門分野（博士前期課程）：運動生理学・行動生理学、分子生物学、生体機能・神経-筋生理学、細胞生物学・味覚生理学 - 行動科学 専門分野（博士前期課程）：知覚運動制御、スポーツ文化論・オリンピック研究、認知科学・実験心理学 - 栄養・食品科学 専門分野（博士前期課程）：栄養生化学、衛生学・公衆衛生学、公衆栄養学・スポーツ栄養 |

### 研究センター
以下の研究センターを有する
- 宇宙理学研究センター
- 生命情報研究センター
- 金の化学研究センター
- 言語の脳遺伝学研究センター
- 水道システム研究センター
- コミュニティ・セントリック・システム研究センター
- 子ども・若者貧困研究センター
- ソーシャルビッグデータ研究センター
- 気候学国際研究センター
- 金融工学研究センター
- 水素エネルギー社会構築推進研究センター
- ナノ工学・メカノバイオロジー融合医工連携研究センター
- 超伝導理工学研究センター
- エネルギーインテグリティーシステム研究センター
- 火山災害研究センター
- 地域共創科学研究センター

### センター・機関
- 大学教育センター
- 国際センター
- 学術情報基盤センター
  - 図書館（大学の総蔵書数（2021年3月31日現在）：合計2,193,352冊、うち和書1,467,508冊・洋書：725,844冊[39]）
    - 本館（南大沢キャンパス）
      - 図書館本館を参照。

    - 日野館
      - 図書館日野館を参照。

    - 荒川館
      - 図書館荒川館を参照。

  - 情報メディア教育支援部門
  - 情報基盤技術部門

- 総合研究推進機構
- 産学公連携センター
- 東京都立大学プレミアム・カレッジ
  - 生涯現役都市の実現に向けた「100歳大学」の取組として、様々な経験を積んだ50歳以上の人々に向けた新たな学びと交流の場を提供する[40]。
  - 1年目の「本科」、2年目の「専攻科」に加え、3年目・4年目の学びである 「研究生コース」を2021年4月から新設[40]。
- オープンユニバーシティ

### 主な研究施設
- 情報処理施設
- 牧野標本館
  - 牧野標本館を参照。
- 国際交流会館
  - 国際交流会館を参照。
- 小笠原研究施設
  - 小笠原研究施設を参照。
- 富士見高原学外施設
  - 富士見高原学外施設を参照。

### 研究

#### 21世紀COEプログラム
21世紀COEプログラムとして1件のプロジェクトが採択された。
- 2003年（東京都立大学での採択）
機械、土木、建築、その他工学系
巨大都市建築ストックの賦活・更新技術育成

### 教育
- 現場体験型インターンシップ

学部1、2年次を対象とし、「実習現場での体験を通し、問題意識と課題解決能力を高めること」を目的とする取り組み。東京都庁の各部局や博物館、美術館などの外郭団体、都内自治体、民間企業など約350か所の実習先を用意し、体験学習を実施している。
- 大学院教育改革支援プログラム
  - 公共経営の人材育成プログラム
  - 物理と化学に立脚し自立する国際的若手育成
  - 企画評価力を備えた創造的生命研究者の育成
  - 理工横断型人材育成システムの再構築
- 「魅力ある大学院教育」イニシアティブ
  - 物理と化学の融合した視野の広い研究者育成
  - 異分野経験を核とする独創的思考回路の構築
- がんプロフェッショナル養成プラン
  - 南関東圏における先端的がん専門家の育成－患者中心のチーム医療を牽引する人材養成の拠点づくり－
- 専門職大学院等における高度専門職業人養成教育推進プログラム
  - 熟練技術者を活用したものづくり実践教育
- 大学教育の国際化加速プログラム（海外先進教育研究実践支援）
  - 国際的実践的専門職を育成する連携教育－英国大学との戦略的互恵教育プロジェクト－
- 大学教育充実のための戦略的大学連携支援プログラム
  - QOL向上を目指す専門職間連携教育用モジュール中心型カリキュラムの共同開発と実践
- 大学生の就業力育成支援事業
  - 自発活動力育成を軸とした仕事基礎力の向上

## 学生生活

### 入学式
入学式は毎年春に千代田区の東京国際フォーラムで行われる。

### 部活動・クラブ活動・サークル活動
体育会・文化部連合・サークル連合の各上部団体のもと、部・サークル活動が行われている。また、上部団体に加盟しない団体の活動もある。原則として、体育会所属の団体はサークル棟に部室がある。また、文化部連合・サークル連合所属の団体と各委員会は学生ホールに部室がある。

### 学園祭
みやこ祭（みやこまつり）と称する大学祭が南大沢キャンパスで、楓祭と称する大学祭が日野キャンパスで、青鳩祭と称する大学祭が荒川キャンパスでそれぞれ催される。なお、「みやこ祭」以外は4大学統合以前からの名称を引き継いでいる。また、2005年度から大学祭の日程が以前の4日間から3日間に短縮された。
また、2006年度は日野キャンパス「楓祭」は開催されず、学内イベントとして「木風祭」が開催された。
みやこ祭ではカラオケ大会、花火、著名人による講演会、ライブパフォーマンスや展示、模擬店などの企画が運営団体・大学祭実行委員会により催される。

## 大学関係者と組織

### 大学関係者組織
大学の同窓会は「東京都立大学同窓会」と称する。首都大学東京の開校にあわせ、(旧)東京都立大学同窓会（八雲会）・東京都立科学技術大学同窓会・東京都立保健科学大学同窓会（青鳩会）が統合し「首都大学東京同窓会」として発足。2020年4月の大学改称に伴い、同窓会も「東京都立大学同窓会」と改称した。

## 施設
大学の休日を除き、日野キャンパス - 南大沢キャンパスを結ぶ学内連絡バスが運行されている。また、2021年3月25日、総務省関東総合通信局により東京都公立大学法人へローカル5Gの無線局免許が付与された。これにより、南大沢キャンパスと日野キャンパスには、国内最大規模となる計18局の無線基地局が整備された。無線局の内訳は、南大沢キャンパスに4.7GHz帯が9局と28GHz帯が4局、日野キャンパスに4.7GHz帯が4局と28GHz帯が1局である。通信方式は4.7GHzがスタンドアローン（SA）、28GHz帯がノンスタンドアローン（NSA）となっている。

### 南大沢キャンパス
大谷幸夫（基本計画）及び池田武邦・高橋靗一（実施設計）による設計で、1991年3月に旧都立大のキャンパス（八雲キャンパス、深沢キャンパスからの移転）として供用を開始した。多摩ニュータウン西部の地区センターとして整備された南大沢において中心的な存在であり、周囲との一体的な計画の下に設計されている。具体的には、尾根筋に歩行者モール（多摩ニュータウンの多くの地域と同様に、歩車分離が図られている）を設け、これを骨格として施設を配する計画となっている。キャンパスの西側から順に文系（1〜7号館、本部棟、91年館、AV棟、講堂など）、交流（学生ホール、生協食堂、生協購買書籍部、図書館本館、情報処理施設、国際交流会館など）、理系（8〜13号館、RI研究施設、フロンティア研究棟、飼育棟、総合飼育実験棟、栄養・食品科学／生体機械工学研究棟、プロジェクト研究棟など）、スポーツ系（多目的運動場、陸上競技場、屋内温水プール、体育館、テニスコート、球技場、和・洋弓場、野球場、サークル棟など）の各ゾーンに分かれ、各々のゾーン毎に中心となる広場が設けられている。また、主要な建物は勾配屋根とし、要所に塔を配することによって変化に富んだ景観を造っている。キャンパス内の校舎群の外壁は、松木日向緑地から出土した縄文土器にちなんで古代「縄文」をイメージし、屋根は赤瓦で切妻となっている。ランドマークとしての「光の塔」は、南大沢駅方面からの景観を「東京都立大学を代表とする景観」と位置付けられており、キャンパス全体が緑濃き武蔵野の森の中に見え隠れする空間形成となっている。なお、「光の塔」の側面には南大沢での南中時刻を基準にした日時計が設置されている（そのため、明石を基準とする日本標準時よりも時刻が進んでいる）他、内部の床には日本標準時の正午に太陽光が描くアナレンマが描かれ、壁面には自動オルガン付き振り子時計が設置されている。
前述のように、キャンパス内の建物は周囲との調和が考慮されており、特に近隣の住区であるベルコリーヌ南大沢と景観調整が図られている。ベルコリーヌ南大沢は内井昭蔵をマスターアーキテクトとしてデザインコントロールされており、「南大沢」としてまとまりのある遠景を創出するために、シンボリックな繋がりを持たせたランドマークを都立大・ベルコリーヌ南大沢のそれぞれに設定した。
八王子八十八景の一つである。

#### 牧野標本館
日本の植物分類学の基礎を築いた牧野富太郎（初代名誉都民）の没後、遺族から寄贈された未整理標本（牧野標本）約40万点（牧野標本）を整理し、教育・研究のための学術資料として活用することを目的として、1958年に旧都立大学の一施設として設立された植物標本館である。植物標本の所蔵点数（約50万点）は日本国内の大学付属標本館で4番目のレベルにあり、国際略号MAKとして認知された主要な標本館のひとつ。現在ではほとんどの標本が整理され、重複標本を除いた16万点が標本館に収蔵されている。牧野標本は所蔵点数の約1/3を占め、その中には牧野が新分類群（新種など）として発表したタイプ標本約800点が含まれる。これらは日本の植物を研究していくうえでの重要な資料となっている。オリジナルの牧野標本は多くの重複標本を含んでいたが、これは海外の著名な植物標本庫との間での交換標本として活用され、牧野標本館が多くの外国産標本を得るのに寄与した。共立薬科大学から寄贈された桜井久一のコケ類標本約2万点（タイプ標本約600点を含む）、東堂太郎寄贈の藻類標本約1万点、ロシアのコマロフ植物研究所標本館から交換標本として贈られたシーボルトコレクション（約2,700点）なども所蔵する。2018年には本館の標本庫の約2.5倍の収容量（125万点）を有する牧野標本館別館が完成した。また、牧野標本館所蔵タイプ標本データベース、シーボルトコレクションデータベースなども整備され、ホームページで公開されている。

#### 図書館本館
地上3階、地下2階の建物で、書架の他にコミュニケーションスペースやプレゼンテーションルームなどのラーニング・コモンズやデスクトップパソコンが使用できるコーナーを備える。蔵書数は、2021年3月31日時点で711,970冊（和書：538,384冊、洋書：173,586冊）。水野家文書などの貴重な古文書も所蔵している。キャンパス移転前は旧制高校時代の施設をそのまま使用していたためスペースが足りず、数度の増築を行っていた。特に1971年のものは全面的な増改築で、閲覧室が746 ㎡、書庫が652 ㎡で約15万冊が収蔵可能となった（なお『東京都立大学三十年史』によると、この時点で蔵書数は約33万冊。この蔵書数は各学部の図書室の蔵書も含めた大学全体の蔵書数と考えられるため、増築を経ても図書館に資料が収まらなかったわけではない）。その後も蔵書は増加し続け、それに応じて書庫の増築を行った結果、南大沢への移転前には面積 884 ㎡、収蔵可能冊数 約23万冊であった。その後の1991年、旧都立大が南大沢へ移転した際に図書館も現在の建物となり、閲覧室は2,053 ㎡、書庫は3,314 ㎡、収蔵可能冊数約60万冊と、事務室などを含めて従来の約4倍の床面積となり、機能が大幅に拡充された。さらに1995年には、書庫が閉架式から全面開架式に変更された。また、キャンパス移転を契機に、都民への開放が行われている。
なお、南大沢キャンパスには図書館本館の他に、人文社会学部図書室（蔵書数：60万冊以上）／法学部図書室／経済経営学部図書室（蔵書数：約13万3000冊）／ 数理科学図書室（蔵書数：図書約43,000冊、雑誌約43,000冊）／地理環境学科図書室といった各分野のより専門的な資料を所蔵している学部学科図書室がある。特に、人文社会学部図書室が所蔵する資料は、5号館（旧称・人文学部棟）の1階から6階に及ぶ巨大な専用書庫（閉架式書庫）に置かれており、人文科学や社会科学の多くの分野にわたって合計60万冊を超える蔵書と雑誌、多くの貴重な資料を所蔵する全国でも有数の学部専門図書室である。

#### 国際交流会館
セミナー室などの交流施設のほか、外国人研究者および外国人留学生の宿泊施設を有する。
1階にフレンチレストラン「ルヴェソンヴェール南大沢」があったが、2023年3月に閉店した。（2010年4月オープン、2023年3月26日閉店。同店は大学関係者でなくても利用できた）

#### 松木日向緑地
南大沢キャンパスの敷地内にある丘陵地帯の斜面に、東西へ伸びた緑地帯。雑木林の姿のまま残した公園のような趣きが、学生のみならず付近の住民にも親しまれている。かつては人々の生活に密着した薪炭林として、多摩ニュータウンの開発以降は緑地保全の対象地の一つとして残されてきた。10 haという比較的小さな緑地の中では多くの動物や植物（約800種）を見ることもできる。西側には池があり、大学の研究用であるとのことだが、小さな橋やベンチなどが設けられており公園としても利用されている。東側には小規模ながら梅林があり、早春に咲く白梅と紅梅の色と香りが訪れる人々の目を楽しませてくれる。
東京都立大学ボランティアセンターでは、地域ボランティアプログラム「松木日向緑地プログラム」として、「都立大・松木日向緑地」をフィールドとして、多世代による里山保全と利活用を通して豊かなコミュニティを形成する。ことをテーマに里山の保全・多世代交流の活動を行っている。
面積
- 土地：428,041.26 ㎡[58]、建物：166,916.32 ㎡[58]
- 緑地率：57.6%[59]

使用学部
- 全学部（システムデザイン学部は2年生まで、健康福祉学部は1年生のみ）

使用研究科
- 人文科学研究科
- 法学政治学研究科
- 理学研究科
- 都市環境科学研究科
- 人間健康科学研究科ヘルスプロモーションサイエンス学域
- 社会科学研究科（法曹養成専攻、経営学専攻MBAプログラム、MFプログラムを除く）
- 理工学研究科

使用附属施設
交通アクセス
- 京王相模原線南大沢駅徒歩5分。

### 日野キャンパス
1972年に、東京都立工科短期大学（品川区鮫洲にあった東京都立工業短期大学と、荒川区南千住にあった東京都立航空工業短期大学の2短大が移転・合併して発足した短期大学で、1986年に4年制大学へと移行して東京都立科学技術大学となり、首都大学東京の前身となった）のキャンパスとして供用開始した。現在は、システムデザイン学部の主に3・4年次生が学ぶ。大型真空チャンバー（高真空の宇宙環境を実現し、イオンエンジンなどの推進システムの研究開発に用いる）、ジェットエンジン・ロケット実験施設（J3ジェットエンジンやハイブリッドロケットエンジンの噴射実験を行い、その燃焼温度や燃焼圧力などの測定・性能評価を行う）、大気環境計測のための天体ドーム（ドーム開口部からレーザー光を上空に照射し、大気中の分子やエアロゾルなどによる散乱の状態から大気環境の情報を遠隔観測する）など、最新の研究設備が揃っている。

#### 図書館日野館
前身校の1つである東京都立科学技術大学の図書館として、1994年に開館した。工科短期大学時代の図書館は独立した建物でなく本棟の3階の南端にあった「図書室」で、面積は事務室を合わせて341 ㎡と短大設置基準の1/3にも満たない小規模なものであった。この状況は1986年に工科短期大学が科技大に移行してもしばらくは変わらず、1994年にようやく新図書館として現在の建物が竣工した。新図書館は日野キャンパスに新築された科学技術交流施設（現2号館）の地下と1階の一部に設置され、面積 2,188 ㎡、収蔵可能資料 約25万冊と従来に比べて約6倍の広さとなった。1階に自習室と資料閲覧コーナーがあり、地下には書庫、閲覧席などが配されている。また、新図書館の設置を契機として都民への一般開放の開始、閉館時間も18:30から20:30に延長されるなど、利便性は大きく高まったと言えるだろう。2021年3月31日時点では、情報科学、科学技術・工学、芸術分野の資料を中心に、162,915冊（和書：125,127冊、37,788冊）を収蔵する。
面積
- 土地：62,439.61 ㎡[58]、建物：33,765.40 ㎡[58]

使用学部
- システムデザイン学部（3年生 - ）

使用研究科
- システムデザイン研究科

使用附属施設
交通アクセス
- JR中央線豊田駅北口より徒歩約20分。

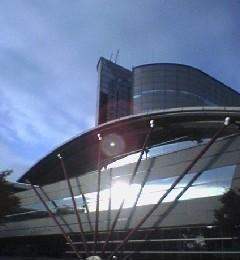
2号館（日野キャンパス）

- JR中央線豊田駅北口から、京王電鉄バス平山工業団地循環線に乗り「旭ヶ丘中央公園」で下車、徒歩5分。
- JR中央線豊田駅北口から、日野市ミニバス（旭が丘循環線）で「東京都立大学前」下車。
ミニバス旭が丘循環線は1時間あたり1本（1日に12本）の運行[61]。
- JR八高線北八王子駅より徒歩約15分。

### 荒川キャンパス
1986年に、東京都立医療技術短期大学（3つの都立の専門学校である東京都立新宿看護専門学校、東京都立府中リハビリテーション専門学校、東京都立診療放射線専門学校を統合・改組して成立し、1998年に4年制大学へと移行して東京都立保健科学大学となり、首都大学東京の前身となった）のキャンパスとして旭電化（現 ADEKA）の工場跡地に設置された（着工：1984年10月、総工費約80億円）。現在は、健康福祉学部の2～4年次生が学ぶ。小規模ながら、臨床現場と同じ医療機器など、実践的な施設・設備が揃っている。

#### 図書館荒川館
医療技術短期大学、保健科学大学時代の所蔵資料を引き継ぎ、看護、作業療法、理学療法、放射線医療に関する資料を中心に2021年3月31日時点で142,587冊（和書：124,898冊、洋書：17,689冊）を収蔵する。特に特徴的な蔵書として闘病記が挙げられ、学生が将来患者と向き合う際にその心情などまで理解できるように活用されている。また、医療用シミュレーター等も備え、アクティブに学習できる場を提供している。本館、日野館で利用が認められている都民の他に、荒川館に限っては医療従事者の利用が認められている。
面積
- 土地：34,999.97 ㎡[58]、建物：29,635.27 ㎡[58]

使用学部
- 健康福祉学部（2年生 - ）

使用研究科

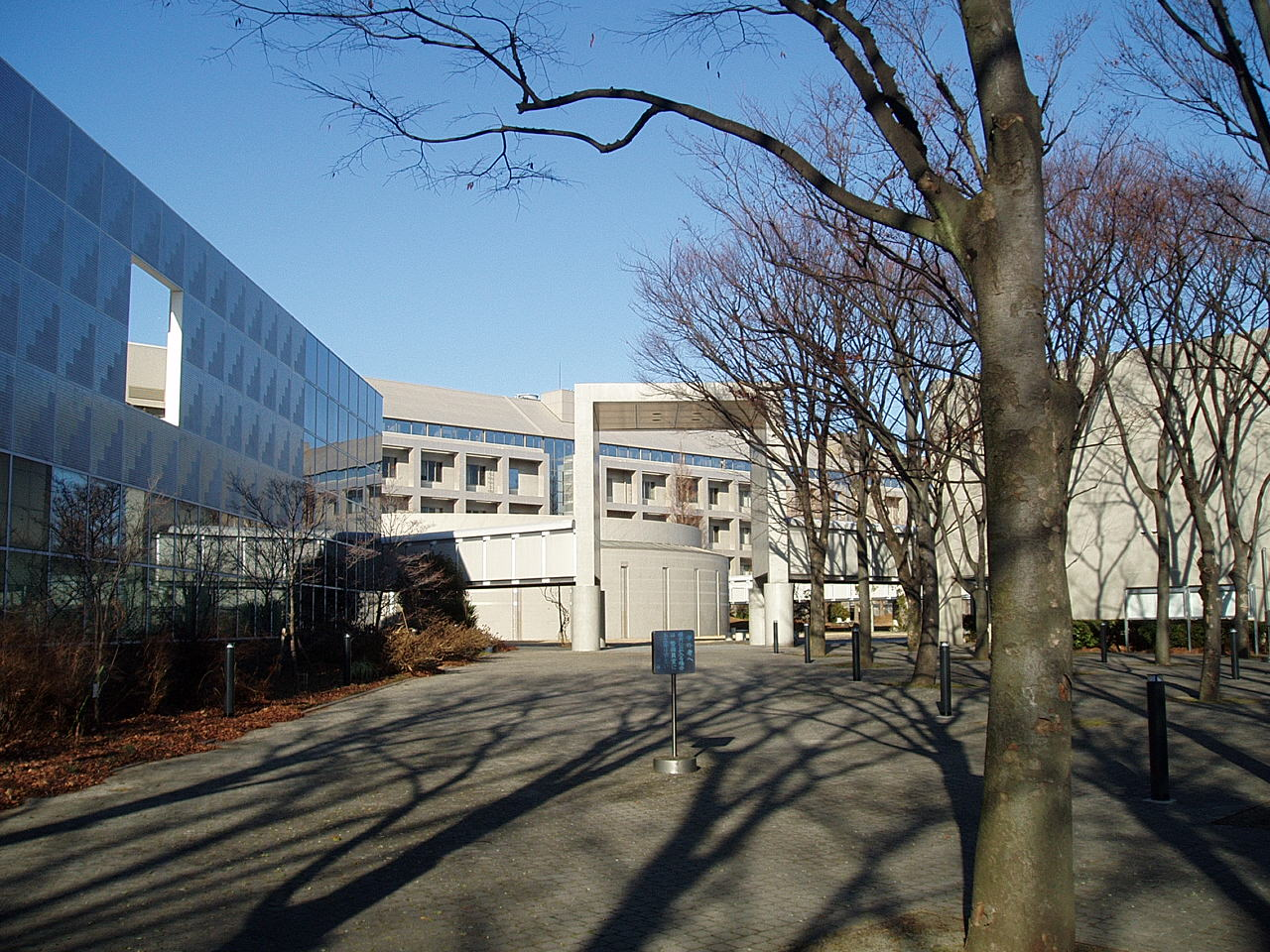
荒川キャンパス

- 人間健康科学研究科（ヘルスプロモーションサイエンス学域を除く）

使用附属施設
交通アクセス
- 北千住駅または田端駅より、都営バス（端44系統）に乗り「都立大荒川キャンパス前」で下車すぐ。
- 都電荒川線・日暮里・舎人ライナーの熊野前駅より徒歩。
- 東京メトロ千代田線・京成本線の町屋駅より徒歩18分。

### 晴海キャンパス

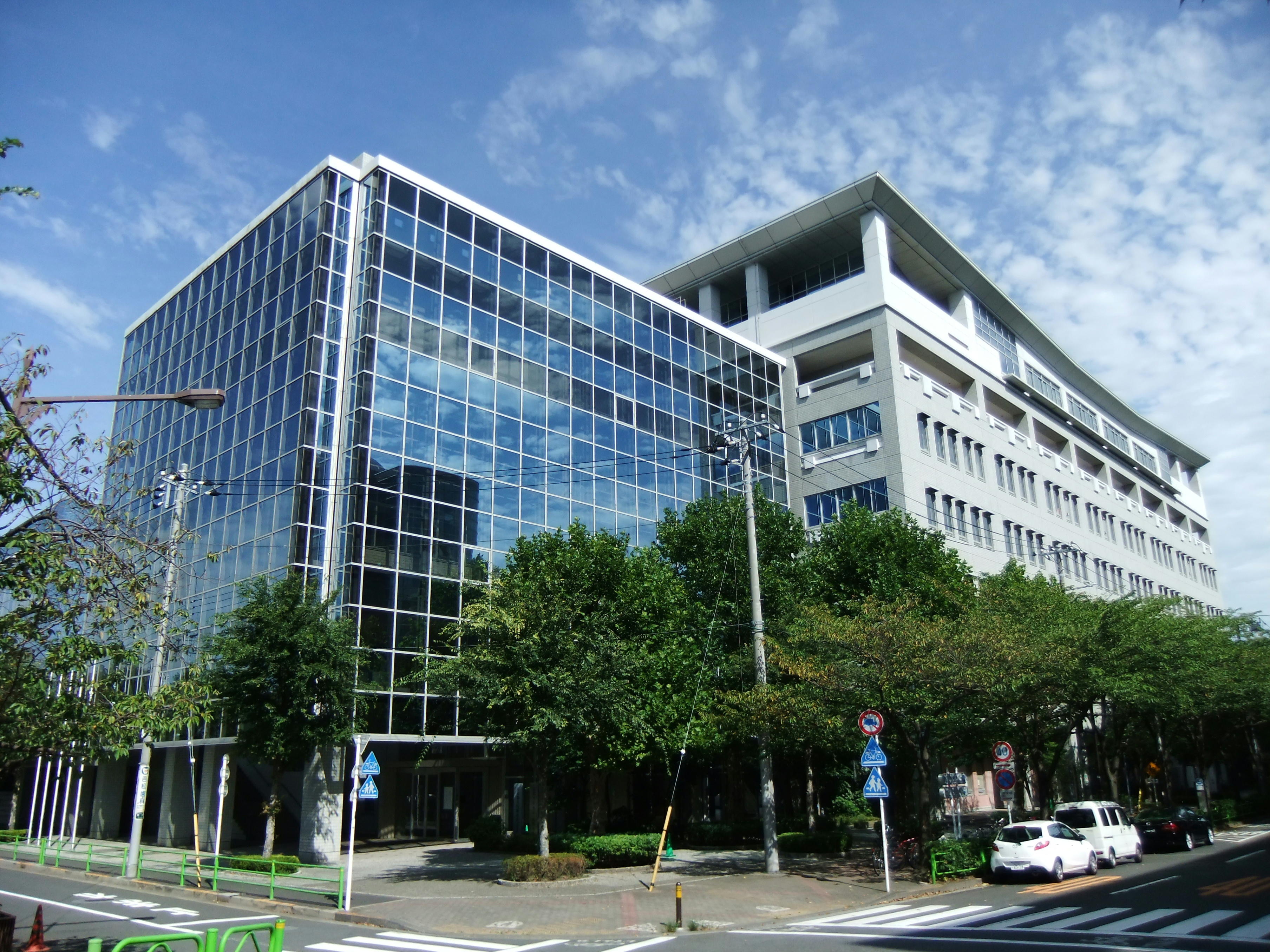
晴海キャンパス

法科大学院が使用するキャンパスで、敷地内には法科大学院が使用する7階建ての建物に隣接して都立晴海総合高校が立地する。院生室をはじめ、講義室や図書室などの全ての施設が同一建物内に設けられており、学生が最大限に活用しやすい環境を整えている。院生室は法曹養成に向けた自習室で、院生各自に書棚などの設備を備えた固定席、専用ロッカーが完備されている（6:30〜22:00まで利用可能）。また、判例集や専門書などの約3万5千冊を備えた法科大学院専用図書室や、裁判所の実際の法廷と同等の設備を備えた模擬法廷教室などを備える。
面積
- 土地：1,687.30 ㎡[58]、建物：9,869.02 ㎡[58]

使用学部
- なし

使用研究科
- 法学政治学研究科法曹養成専攻
- 社会科学研究科法曹養成専攻

使用附属施設
交通アクセス
- 地下鉄月島駅より徒歩。
- 新橋駅・東京駅より、都営バス（業10、東15系統）で「晴海一丁目」下車。
- 亀戸駅・両国駅より、都営バス（門33系統）で「月島三丁目」下車、徒歩。

### 丸の内サテライトキャンパス
2016年から供用開始。日本の金融の中心である東京都千代田区の丸の内永楽ビルディング18階に所在する。同ビルには三井住友信託銀行株式会社本店などがある。JR東京駅および地下鉄大手町駅に直結しており、社会人学生が通学しやすいキャンパスとなっている。大学院経営学研究科、社会科学研究科経営学専攻が使用する。同キャンパスは、東京を世界的な金融拠点に育てる「国際金融センター構想」の一環として設置された。社会科学研究科経営学専攻MBAプログラム、MF（ファイナンス）プログラム合わせて約80人の学生が利用しており、その大半が社会人学生である。
面積
- 土地：- ㎡[58]、建物：1,394.64 ㎡[58]

使用学部
- なし

使用研究科
- 経営学研究科
- 社会科学研究科経営学専攻MBAプログラム、MFプログラム

使用附属施設
- 金融工学研究センター

交通アクセス
- JRまたは東京メトロの東京駅丸の内北口徒歩5分
- 東京メトロまたは都営地下鉄の大手町駅地下直結

### 飯田橋キャンパス
面積
- 土地：- ㎡[58]、建物：873.83 ㎡[58]

使用学部
- なし

交通アクセス
- JR飯田橋駅東口から徒歩3分

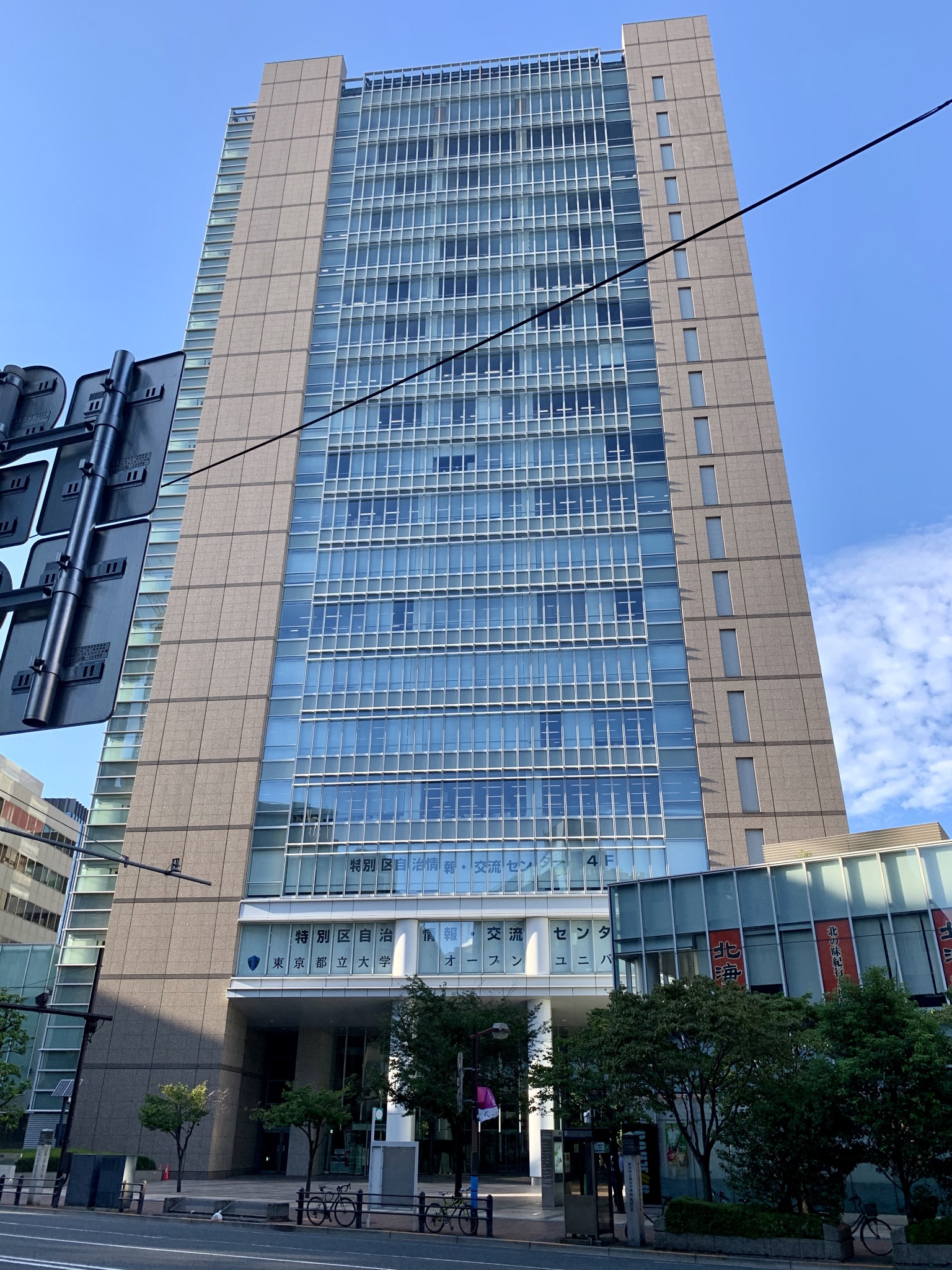
飯田橋キャンパスが入居する東京区政会館

- 東京メトロ東西線飯田橋駅A5出口から徒歩0分

### 秋葉原サテライトキャンパス
面積
- 土地：- ㎡[58]、建物：359.57 ㎡[58]

使用学部
- なし

交通アクセス
- JR秋葉原駅より徒歩1分、つくばエクスプレス秋葉原駅から徒歩2分、東京メトロ日比谷線秋葉原駅から徒歩5分
- 東京メトロ銀座線末広町駅から徒歩5分

### 小笠原研究施設
小笠原村父島に所在する。小笠原に研究施設を持つ大学は東京都立大学のみであり、旧都立大時代からの40年近い研究実績を有する。使用時には、施設の一部が島民に開放されており、都立大の特色ある研究の一つである小笠原研究の拠点として、教員や大学院生、卒研生を中心に学内外の多くの研究者に利用され、小笠原の自然・環境・社会・文化などに関する広範な研究が展開されている。実験室、標本作製室、資料室等を備える。
面積
- 土地：770.3 ㎡[40]、建物：546.73 ㎡[58]

### 富士見高原学外施設
長野県の南東部、標高1,000ｍ以上の富士見高原（諏訪郡富士見町）に所在するログハウス2階建ての学外施設。教育・研究等の諸活動に資するとともに、学外 活動を通じて豊かな人間形成を図ることを目的としている。
面積
- 土地：845.5 ㎡[40]、建物：78.3 ㎡[40]

### 寮・寄宿舎
南大沢キャンパス敷地内に学生寮があり、その建物を二分する形で寄宿舎と桜都（おうと）寮がそれぞれ設けられている。もともと旧東京都立大学時代に存在していた寄宿舎施設に、首都大学東京への改組に際して、「人間形成」を目的として寄宿舎施設の一部を使用する形で学生寮が新設された。
その関係上、寄宿舎は学生サポートセンター、桜都寮は学生課が管理している。
寄宿舎は「一般的な大学の寮」としての役割・性質を持ち、保護者の所得や通学距離が入舎条件である。
桜都寮の「桜都」とは、第3期・第4期在寮生によって、寮に親しみを込められるよう寮名称を募り、投票により名称が考案された。名称の由来は、毎年春に咲く寮庭の桜（ソメイヨシノ）が大変立派であることに因む。現在学生課に、学生寮の正式名称として扱ってもらえるよう交渉中である。
2007年12月から寄宿舎・寮内でインターネットが利用可能になった。
門限、起床時間といった規則は無く（桜都寮ではセミナーへの参加が義務付けられている）、大学の立地条件もあってか入寮希望者も毎年部屋数に対して大きく上回っている。入寮可能期間は2年。入浴場・調理施設は全寮生共用、トイレはコミュニティー内共用となっている。

## 対外関係

### 地方自治体との協定
- 財団法人東京都中小企業振興公社および地方独立行政法人東京都立産業技術研究センターと、産学公連携に関する協定を締結した。

### 他大学との協定

#### 国際学術交流協定

##### 全学
- 中国
  - 大連理工大学
- 香港
  - 香港科技大学
- 台湾
  - 国立中正大学
  - 台北市立教育大学
  - 台北市立大学
  - 国立交通大学
- 韓国
  - ソウル市立大学校
  - 金烏工科大学校
  - 中央大学校
- インドネシア
  - インドネシア大学
  - インドネシア教育大学
- タイ
  - タマサート大学
  - マヒドン大学
- ベトナム
  - ハノイ建築大学
  - フエ大学
- マレーシア
  - マレーシア技術大学

- オーストラリア
  - マッコーリー大学
  - シドニー工科大学
  - ロイヤルメルボルン工科大学
  - エディス・コーワン大学
- カナダ
  - ウェスタンオンタリオ大学
- アメリカ合衆国
  - ジョージア工科大学
- オーストリア
  - ウィーン大学
- フランス
  - 日仏共同博士課程日本コンソーシアム
  - リール第一大学
  - 国際メカトロニクス研究教育機構
  - パリ第11大学
- イタリア
  - ミラノ工科大学
  - バシリカータ大学

##### 部局間
人文科学研究科
- 中国
  - 復旦大学国際文化交流学院

社会科学研究科
- 韓国
  - 明知大学校

法学系
- 韓国
  - ソウル市立大学校（法政大学法学部）

経営学系
- 中国
  - 中国人民大学財政金融学院

- 韓国
  - 梨花女子大学校社会科学大学

理工学研究科
- 中国
  - 東北大学圧延及制御自動化国家重点実験室
- 台湾
  - 国立清華大学電機資訊學院
  - 国立台湾大学化学系

- スウェーデン
  - イエテボリ大学理学部
- オーストラリア
  - ウーロンゴン大学

理工学系・都市環境学部・システムデザイン学部
- 韓国
  - 金烏工科大学校

都市環境科学研究科
- 中国
  - 浙江大学建工学院交通工程研究所
  - 同済大学土木工学科
  - 西北工業大学力学土木建築学院

- 韓国
  - ソウル市立大学校都市行政学科
- タイ
  - タマサート大学シリンドルン国際工学部

システムデザイン研究科
- 中国
  - 北京航空航天大学
  - ハルビン工業大学科学技術研究院
- 台湾
  - 国立曁南国際大学科学技術学院
- タイ
  - モンクット王工科大学大学院工学研究科
- モンゴル
  - モンゴル国立大学情報工学研究科
- インド
  - オスマニア大学
- オーストラリア
  - アデレード大学

- アメリカ合衆国
  - ミネソタ大学電子情報工学研究科
  - 南カリフォルニア大学電気電子工学研究科
- ドイツ
  - ウルム大学工学・コンピュータ科学研究科
  - ブレーメンレーザ技術応用研究所
  - ルール・ボーフム大学機械工学部門
  - ベルリン工科大学
- スウェーデン
  - リンショーピング大学経営・工学部門
- スイス
  - スイス連邦工科大学チューリヒ校情報電気工学研究科
- 韓国
  - ハルラ大学

健康福祉学部
- イギリス
  - ロンドン・セント・ジョージ大学-キングストン大学 健康社会福祉科学学部（連携学部）
  - サウサンプトン大学 健康科学学部
- 台湾
  - 中台科技大学
- 中国
  - 武漢大学

## 映画・テレビ作品への登場
- 南大沢キャンパス
  - 『シェアハウスの恋人』（日本テレビ系列の『水曜ドラマ』枠、2013年1月16日から同年3月13日まで放送された日本のテレビドラマ）『水球ヤンキース』の水蘭高校のロケ地としても使われた。
  - テレビ東京系列の情報バラエティ番組『出没!アド街ック天国』2022年3月12日放送回にて南大沢が取り上げられた際に第1位で紹介された[66]。また、「フレンチの名店」のひとつとして、学内の『ルヴェ　ソン　ヴェール　南大沢』が取り上げられている。なお、同店は2023年3月26日をもって閉店した。
  - 『日々は過ぎれど飯うまし』（2025年　P.A.WORKS制作）主人公が通う女子大学のモデルとして使われた[注釈 42]。